# جوناتان گوییا
جوناتان گوییا (انگلیسی: Jonatan Goitía؛ زادهٔ ۲ اوت ۱۹۹۴) بازیکن فوتبال اهل آرژانتین است.